# Matija Širok
Matija Širok (ur. 31 maja 1991 w Šempeterze pri Gorici) – słoweński piłkarz występujący na pozycji obrońcy w słoweńskim klubie ND Gorica. Były młodzieżowy reprezentant Słowenii.
Wychowanek ND Gorica, w swojej karierze grał także w Jagiellonii Białystok i NK Domžale.
W styczniu 2016 podpisał półtoraroczny kontrakt z Jagiellonią Białystok z możliwością przedłużenia o rok, jednakże w maju tegoż roku rozwiązał go. W czerwcu 2016 podpisał dwuletni kontrakt z NK Domžale.